# Décor
Le décor (quasi-synonyme de décoration) est ce qui habille ou décore une pièce dans un édifice ou une scène de théâtre qui rapporte l'image de ce lieu. Le décor au théâtre ou dans un film, désigne le lieu et l'environnement dans lesquels se passe l'action. Pour les films, certains complexes cinématographiques possèdent des décors fixes, comme à Hollywood ou à Cinecittà.

## En architecture
En Grèce Antique à partir du VIe siècle av. J.-C.  le théâtre grec est issu des cérémonies religieuses, il comporte l'autel au centre de l'orchestre où les acteurs jouent, ils sortent d'une construction à murs peints ou d'une tente, appelée skene, devenue la scène. 
Dans l'Empire Romain, à partir du IIe siècle av. J.-C.  le théâtre n'a plus d'autel au centre de l'orchestre, la scène était couverte, au fond était un mur sculpté avec des ornements rappelant le cadre de vie réelle comportant plusieurs baies pour les entrées et sorties d'acteurs.
Le décor et la décoration se disent surtout des travaux d'ornement, peinture, tapisserie et tapissage, sculpture (stuc, staf, etc.) et dorure qui ornent un édifice, un appartement.

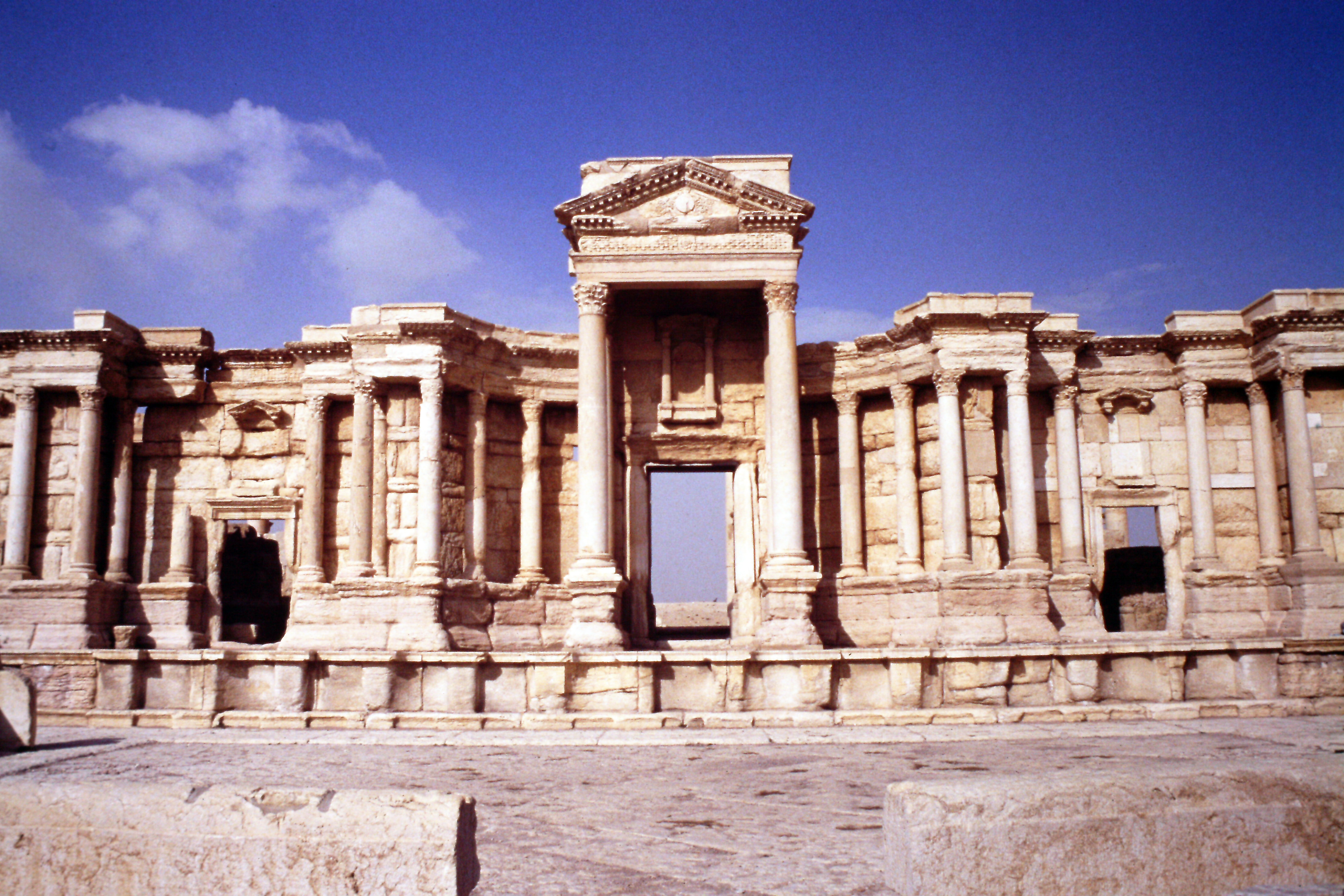
La scène du théâtre romain de Palmyre en Syrie.
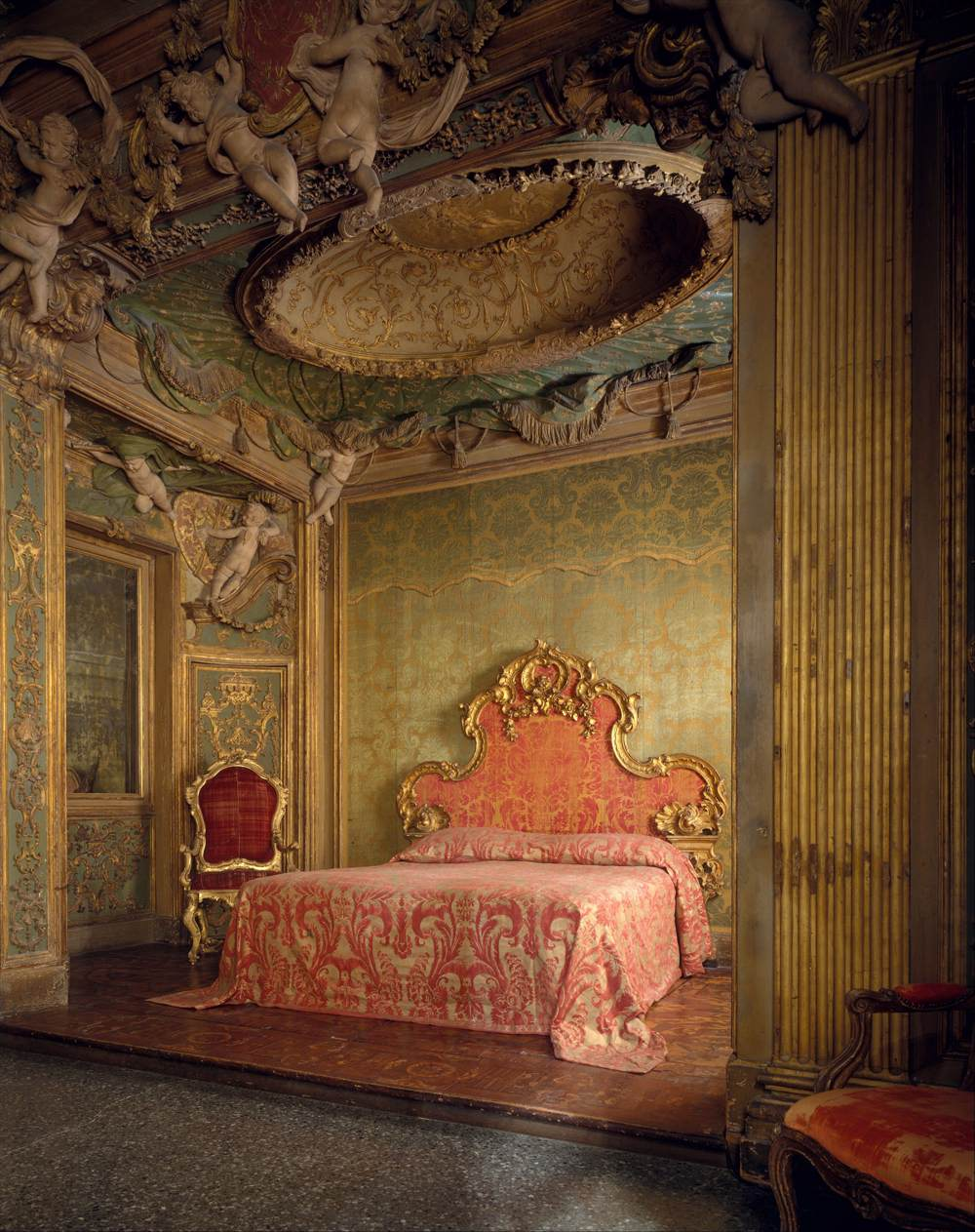
Reconstruction au Metropolitan Museum of Art d'une chambre à coucher du Palazzo Sagredo de Venise[2].

## Au théâtre et à l’opéra
Le décor en théâtre est l’œuvre du décorateur ou de l'ensemblier.
Il existe un César du meilleur décor et un Molière du décorateur.

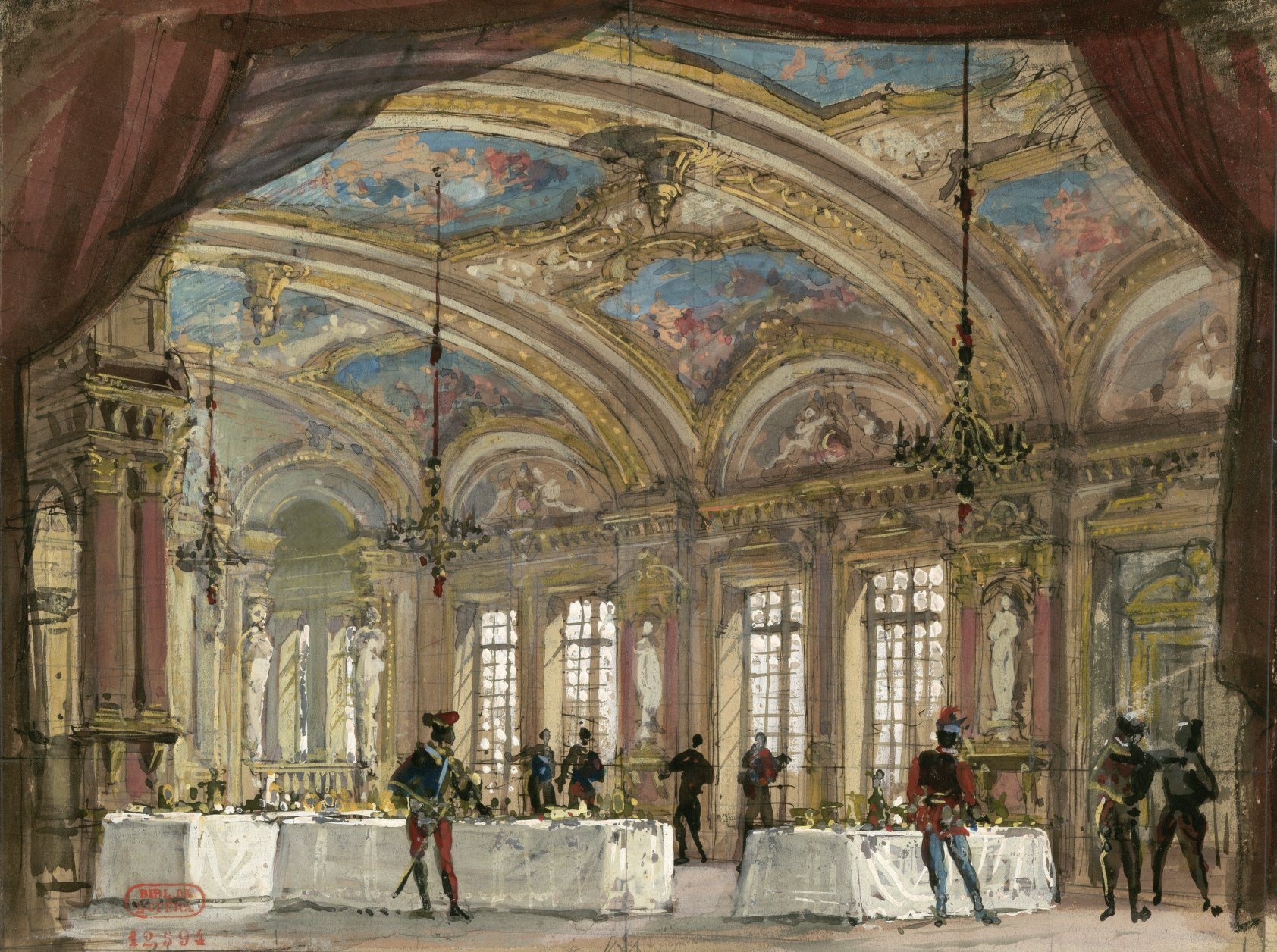
Les Huguenots : esquisse de décor de l'Acte I (1874) -  Philippe Chaperon
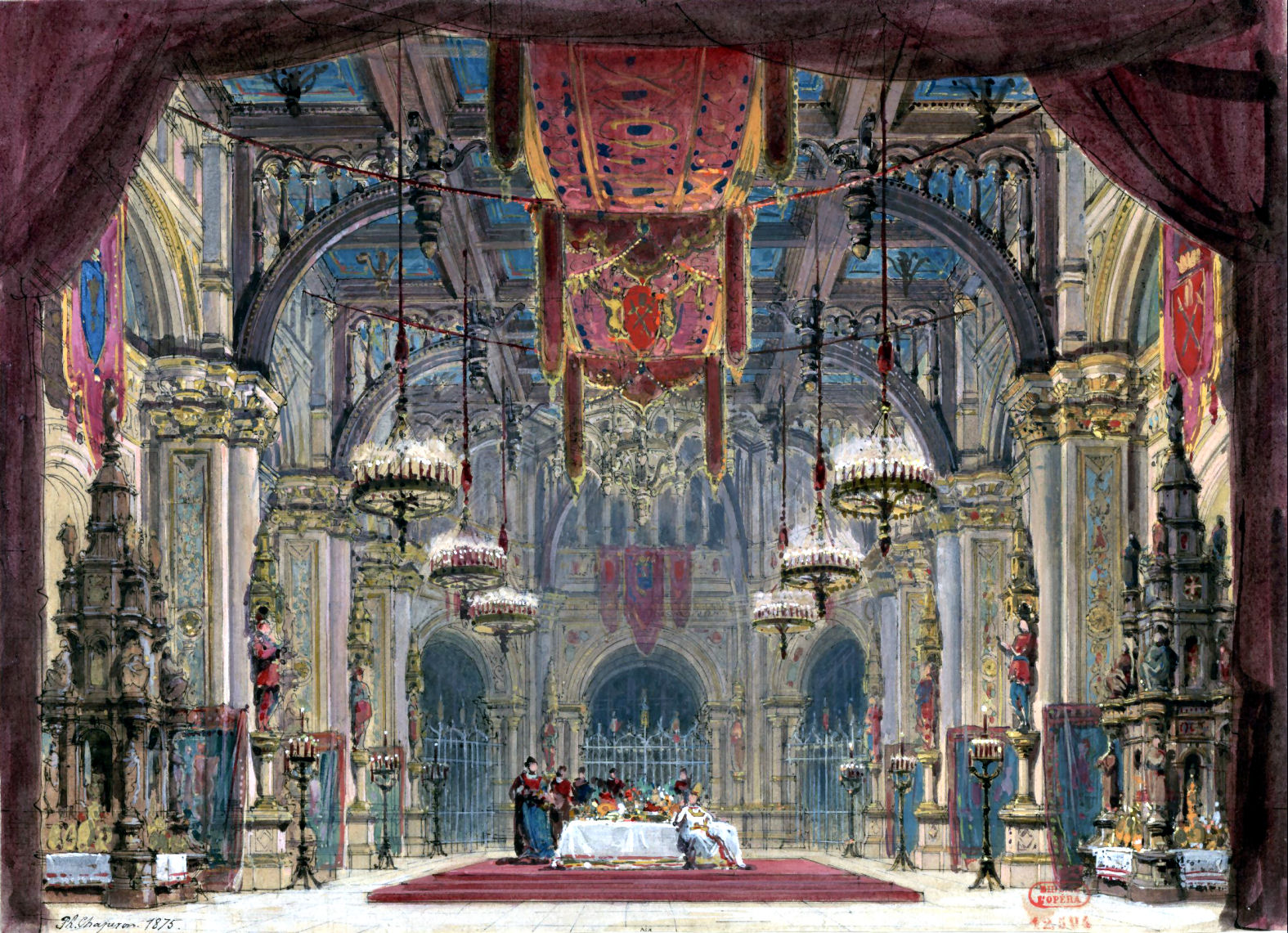
Le prophète : opéra en cinq actes : esquisse de décor de l'acte V, tableau 2 (1875) - Philippe Chaperon
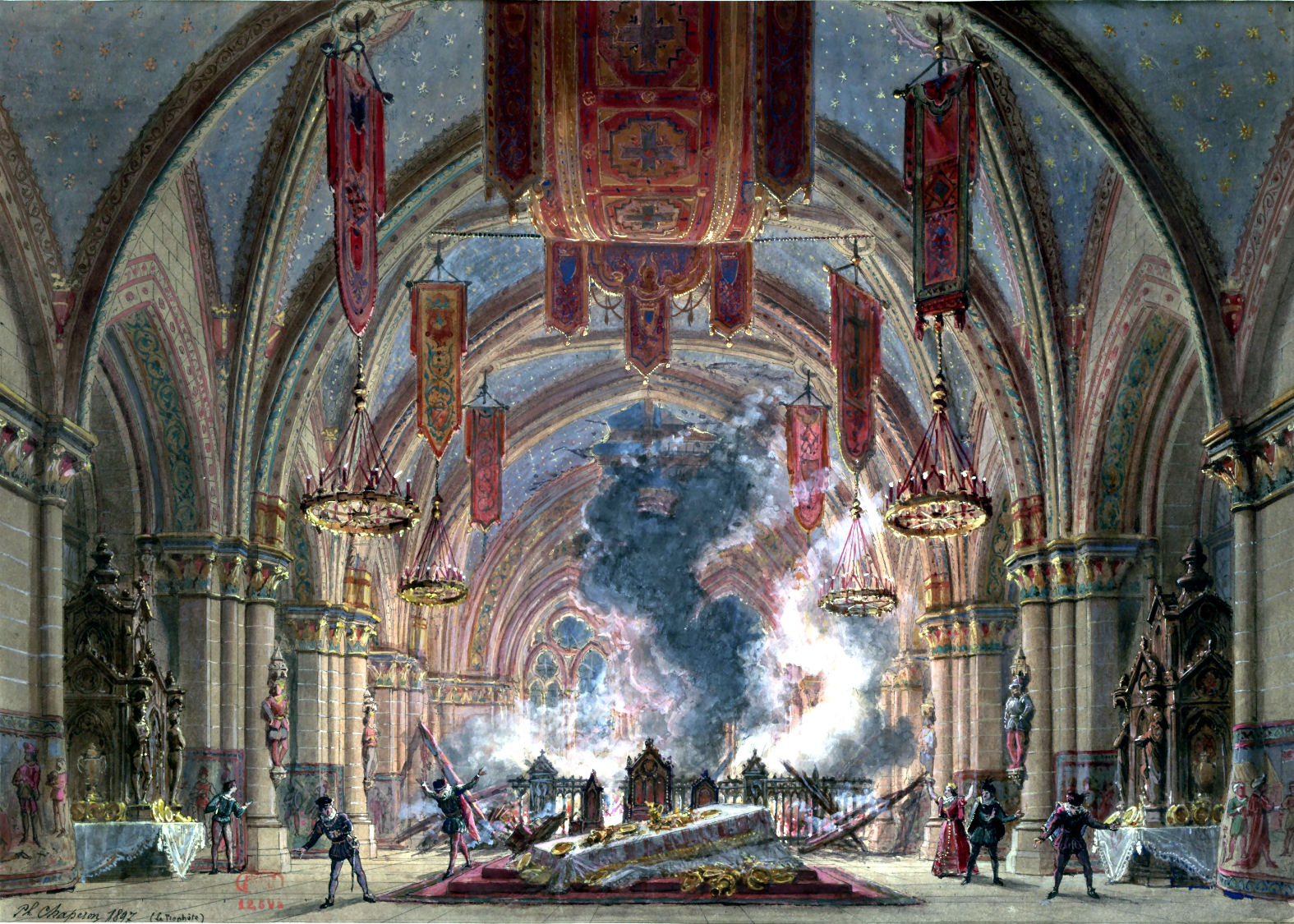
Le prophète : opéra en cinq actes : esquisse de décor de l'acte V, tableau 3 (1897) - Philippe Chaperon

Le théâtre de société, encore peu étudié, est le théâtre amateur joué par, et pour, des amis dans les demeures de propriétaires fortunés, qui souhaitaient manifester ainsi leur statut social. Ce théâtre se contentait de peu de décors, ce qui ne les empêchait pas d'être parfois très soignés, comme ceux réalisés à Lyon par le peintre Joseph Audibert (1777) pour le Château d'Hauteville, qui sont heureusement conservés.

### Par pays
- Décor de théâtre au Brésil
- Décor dans le théâtre chilien
- Décor de théâtre en Finlande
- Décor dans le théâtre japonais
- Décor dans le théâtre argentin
- Décor de théâtre aux Pays-Bas
- Décor dans le théâtre en Nouvelle-Zélande
- Décor dans le théâtre polonais

## Au cinéma et à la télévision
En audiovisuel, les décors sont montés sur un plateau dans un studio de cinéma ou dans un studio de télévision, ou dans un décor préexistant (décor dit naturel), en extérieur ou en intérieur, éventuellement complété ou transformé par des peintures sur verre (mat painting), disposées entre le lieu filmé et la caméra, ou, de nos jours, par des éléments ajoutés ou soustraits en postproduction avec un procédé numérique (effets spéciaux). Certains décors sont ainsi purement virtuels et ne demandent sur le plateau que des éléments réels manipulables par les comédiens ou des ersatz de ces éléments peints en bleu ou en vert (parfois en orange), qu'une série d'incrustations remplacera par un décor et des éléments créés par ordinateur.  
Tout décor, ou partie de décor, peut être stocké et réutilisable. Ainsi la démarche Circul'art qui s'inscrit dans une approche zéro déchet et qui est mise en place avec un collectif (Ecoprod) en région Île-de-France (première région cinématographique et audiovisuelle de France, avec plus de 50% des tournages) encourage les filières audiovisuelles (Cinéma/vidéo/TV) et du spectacle vivant à mutualiser et recycler une partie des décors de films ou de séries télévisées ou de matériels de spectacle vivant.

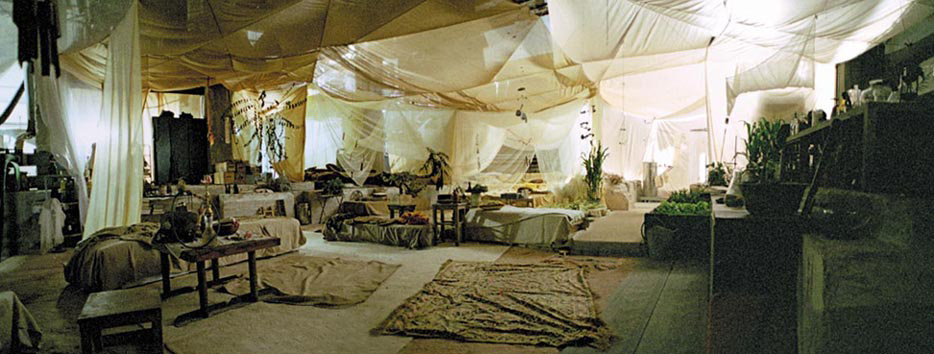
Le décor d'un film autrichien